# Leucopeza semperi
Leucopeza semperi là một loài chim trong họ Parulidae. Đây là loài đặc hữu của Saint Lucia, thuộc Tiểu Antilles